# Oligota carinulata
Oligota carinulata – gatunek chrząszczy z rodziny kusakowatych i podrodziny Aleocharinae.
Gatunek ten opisany został w 1914 roku przez Thomasa Brouna jako Gyrophaena carinulata. W 1976 roku S.A. Williams  przeniósł go do rodzaju Oligota.
Chrząszcz o ciele długości 1,9 mm i szerokości 0,7 mm, długo i delikatnie owłosionym, ubarwionym rudobrązowo. Czułki mają przyciemnione środkowe człony. Głaszczki szczękowe są dwubarwne: przedostatni człon jest ciemniejszy, a pozostałe rudobrązowe. Punktowanie głowy za oczami jest wyraźne, a przedplecza i pokryw nieliczne i rozproszone. Zarys pokryw jest wyraźnie poprzeczny. Tylne skrzydła po rozłożeniu są niewiele dłuższe niż pokrywy. Odwłok ma na całej długości zaokrąglone boki. Powierzchnię tergitów zdobią drobne guzki, a tych od czwartego do szóstego także krótkie żeberka. Piąty tergit jest mniej więcej tak długi jak szósty. U samca środkowy płat edeagusa jest krótki i zakrzywiony na szczycie.
Owad endemiczny dla Nowej Zelandii.